# Вила на кралицата
Вилата на кралицата (на италиански: Villa della Regina) е вила от XVII век в град Торино, Северна Италия, разположена в хълмистата източна част на града, в квартал „Борго По“. 
Построена е по заповед на Маврикий Савойски - първо кардинал, а след това, от 1641 г., принц на Онеля: оттук и оригиналното ѝ име Вила на Принца кардинал (Villa del Principe Cardinale). След това е прехвърлена на съпругата му Людовика Кристина Савойска. По-късно е избрана за лятна резиденция първо на Анна-Мария Орлеанска, а след това на Поликсена фон Хесен, и двете кралици на Сардиния – оттук и името, с което е известна. От 1869 г. е дарена от Савойската династия на Националния институт за дъщерите на италианските войници. 
Тя е част от веригата Савойски кралски резиденции в Пиемонт и от 1997 г. е включена в Списъка на световното културно наследство като част от серийния обект на ЮНЕСКО „Савойски кралски резиденции“.

## История
Проектирана е около 1615 г. от архитекта от Орвието Асканио Витоци, проектант на Кралския дворец в Торино, който обаче умира същата година. Вилата, първоначално замислена като разкошна селска резиденция с прилежащи лозя, след това е построена от архитектите (баща и син) Карло и Амедео ди Кастеламонте по поръчка на кардинал Маврикий Савойски, втори син на херцог Карл Емануил I и брат на херцог Виктор Амадей I. Кардиналът е човек с голяма култура, който впоследствие се отказа от кардиналския пост, за да заживее в тази вила с младата си племенница и съпруга Лудовика Кристина Савойска. Поради това първоначално се нарича Вила Лудовика и в един от нейните павилиони кардиналът организира научни срещи на академици, учени и интелектуалци, сред които савойският историк Емануеле Тезауро и папа Инокентий X. Маврикий Савойски и съпругата му умират в тази вила съответно през 1657 и 1692 г.
Името, с което комплексът остава известен, произлиза от факта, че е резиденция на савойските кралици през XVIII век. По-специално Анна-Мария Орлеанска, съпруга на Виктор Амадей II, го избира за любима своя резиденция, след като поверява препроектирането му на Филипо Ювара, който се погрижва за всеки аспект на интериора и екстериора, включително и най-малките декорации. Така вилата става, в пълна хармония с вкуса на времето, място за наслада и отдих. Дворът често остава там през целия месец септември след честването на 8-ата годишнина от освобождението на Торино от обсадата през 1706 г.
По време на френската окупация вилата е включена в имперското наследство (самият Наполеон живее там през 1805 г.). Това позволява пълното ѝ повторно използване при Реставрацията. 
С преместването на Савойския двор след дарението, направено от крал Виктор Емануил II през 1868 г., на 4 юли 1869 г. тя става седалище на Националния институт на дъщерите на офицерите, които са се сражавали по време на Италианските войни за независимост. От тази година тя окончателно престава да бъде частна собственост на Кралския дом и става седалище на секциите за литература и изкуства. Залите и стаите с фрески на белетажа са използвани като зали апартамент на директора; двете лоджии на залата в стил Рококо са домакини на класове по рисуване и шиене. По време на управлението на Умберто I различни мебели са прехвърлени в двореца Квиринал в Рим, включително боазерията (дървената ламперия) на една от четирите китайски всекидневни, пренаредени в „императорските апартаменти“, и известната библиотека, изработена от майстора на мебели Пиетро Пифети.
Съюзническите бомбардировки по време на Втората световна война водят до унищожаването на стенописа на свода от художника от Молфета Корадо Джакуинто, представляващ „Олимп“, и на централната част на главната зала, дело на братя Валериани, представляващ „Аврора“. Също така по време на същите бомбардировки сградата в съседство с вилата, известна като Палацо Киаблезе, е напълно разрушена. Построен през XVIII век, в двореца се е помещавал параклисът с олтар от художника Даниел Зайтер с Мадоната с Младенеца и Света Геновева, който също е разрушен. Поради всички тези разрушения колежът е затворен през 1943 г. Впоследствие вилата претърпява дълъг период на деградация, през който нейните екстериори са покрити с натрупвания на плевелна растителност, достигаща обем до 400 000 кубични метра.
Тази ситуация е променена от 1994 г., когато вилата е поета от Службата за надзор на художественото и историческо наследство на Пиемонт, с дейности по дезинсекция и реставрация, които продължават повече от десет години и приключват с повторното ѝ отваряне през 2007 г. Лозето е върнато към живот в градината, така че през 2008 г. е възможно да се събере първата реколта за виното DOC „Фрейза от Киери“. 
Вилата често е избирана за снимачна площадка: първият документиран случай се отнася до късометражен филм в пионерската ера на нямото кино в Торино, продуциран през 1909 г. от Амброджо Филм със заглавие Spergiura! Продължението на известния телевизионен сериал „Елиза от Ривомброза“ – „Дъщерята на Елиза“ (2007 г.) е заснет там. През 2014 г. във и извън вилата е заснет минисериалът „Красавицата и звярът“.

## Описание
Вилата на кралицата се намира на вододела между Вал Сан Мартино и Вал Саличе, в подножието на градския парк на Вила Дженеро. До нея да се стигне за няколко минути по пътя, който се изкачва по хълма от църквата „Гран Мадре ди Дио“ на изток. Може да се посети както вътре, така и навън, с резервации за групи.

### Екстериор и градина
Структурата е типична за XVII век с известна италианска амфитеатрална градина в задната част.
След като се премине по алеята за достъп, човек се изправя пред елипсовидната квадратна тераса отпред (т. нар. Гран Рондо), състояща се от двойно стълбище с централен фонтан от 20 м в диаметър. Във вътрешността на фонтана има мраморна скулптура на седналия бог Нептун, а по краищата ѝ лежат 12 статуи на речни божества. Живописният Гран Рондо позволява да се изкачиш до правоъгълна площадка, която завършва в долната част със стълбище – ножица (т.е. такова, в което се редуват участъци с две симетрични рампи и участъци с единична рампа) и с центриран басейн, по-малък от предишния, наречен Басейнът на русалката, защото е с мраморна статуя на русалка.
Централният корпус на основната фасада на сградата е в леко издадено разположение спрямо двата странични павилиона, които стоят отстрани на него. Покривът на централната фасада е увенчан от U-образен парапет с 6 големи статуи.

Зад двореца се простира огромна полуциклична градина, вкопана в хълма, разположена на 3 нива, разделени от редици живи плетове. От централното тяло на задната фасада се развива полукръгла екседра (полукръгла ниша), която загражда малък четирилистен мраморен басейн. Обръжаващата среда на екседрата е ограничена от полукръгла стена, върху която са изкопани 20 ниши, почти всички украсени със статуи. В средата на стената, която заобикаля екседрата, в съответствие с два обелиска, има стълбище, което води до допълнителен басейн с изглед към Пещерата на дивия крал. Това е мраморен паралелепипед, разделен на три части и украсен отвътре с огледала и полихромни камъни; в края на средната галерия се намира статуята на Дивия крал.
След като отмине Пещерата, стълбището продължава към централния връх на дома: това е Горното Белведере, в основата на което стои кръглият Фонтан дел Маскероне. Фонтанът захранва т. нар. Водопадче на неядите отгоре – скромен водопад с успоредни каменни стъпала, които обграждат стълбището и отвеждат водата към фонтаните отдолу чрез система от канали. Горното Белведере доминира над двореца и градината отгоре и е най-високата постройка във вилата.
В южния край на вилата, вдясно от главната фасада, стои гореспоменатият Павилион Солинги – двуетажна сграда, изолирана и наполовина скрита от околните гори.
Водата, която захранва веригата от басейни и фонтани, се черпи от различни естествени извори на хълма отгоре. За увенчаване на градината има голяма гора.
През 2016 г. паркът на Вилата на кралицата е избран от научния комитет на конкурса за най-красив парк сред десетте най-красиви паркове и градини в Италия. 

### Интериор
Вътре в резиденцията има фрески и картини от Джамбатиста Крозато, Джузепе Даламано, Клаудио Франческо Бомон, Даниел Зайтер и Корадо Джакуинто. В съседните зали забележителни са четирите китайски шкафа в изискано лакирано и позлатено дърво. Повечето от щукатурите, включително декорациите в предверието със зелен таван и в залата на Анна-Мария Орлеанска, са дело на Пиетро Сомаци.